# تاکدا سوچی
تاکدا سوچی (به ژاپنی: 武田 宗智 たけだ そうち)؛ (تولد نامشخص – مرگ نامشخص) هشتمین پسر رهبر خاندان تاکدا، تاکدا نوبوتورا و برادر کوچکتر تاکدا شینگن در دوره سنگوکو در ژاپن بود.
نام سوچی تنها در اسناد نسب‌شناسی آمده است و تاریخ دقیق او به خوبی مشخص نیست. در «تبارشناسی تاکدا گنجی»، مادرش دختری از خاندان ماتسوئو است، و در همان شجره نامه و «تبارشناسی کای گنجی» معبد دایشوجی، او وارد معبد ارین-جی می‌شود و به دلیل روزه داری و نخوردن غذا می‌میرد.